# Mesocnemis saralisa
Mesocnemis saralisa là loài chuồn chuồn trong họ Platycnemididae. Loài này được Dijkstra mô tả khoa học đầu tiên năm 2008.